# Håkon Wium Lie
Håkon Wium Lie (ur. 1965 w Halden w Norwegii) – norweski informatyk, przez kilkanaście lat dyrektor ds. technicznych w firmie Opera Software. Jest jednym z głównych autorów pierwszej i drugiej specyfikacji CSS. Współtworzył też test Acid2, który sprawdzał zgodność przeglądarek internetowych z wybranymi standardami.

## Życiorys
Absolwent uczelni Østfold University College, University of West Georgia i MIT Media Lab. W 1987 otrzymał stopień bakałarza w dziedzinie nauk ścisłych, a w 1991 stopień MSc.
Od 1994 pracował w CERN w zespole twórcy HTML Tima Berners-Lee. W tym czasie, Lie wraz z Bertem Bosem, stworzyli koncepcję kaskadowych arkuszy stylów (CSS). Lie stworzył również pierwszą na świecie implementację CSS, w przeglądarce Arena. Pod koniec 1995 pracę rozpoczęła nowa organizacja World Wide Web Consortium (W3C). W ramach tej organizacji, w grudniu 1996, zatwierdzona została pierwsza wersja specyfikacji CSS. Lie pracował później w grupie roboczej stworzonej dla CSS nad kolejną wersją specyfikacji (wydana w 1998).
W 1999 roku został CTO Opery, gdzie pracował aż do przejęcia firmy przez chińskie konsorcjum w 2016 roku.
Od 2004 jest przewodniczącym zarządu YesLogic, producenta narzędzia do publikacji opartej na HTML i CSS – Prince.
17 lutego 2006 otrzymał stopień naukowy doktora (PhD) na Uniwersytecie w Oslo.

## Publikacje
Wspólnie z Bertem Bosem napisał książkę Cascading Style Sheets: Designing for the Web. Trzecią edycję tej książki napisali w całości w HTML i CSS.
- Cascading Style Sheets: Designing for the Web, ISBN 0-201-41998-X.
- Cascading Style Sheets: Designing for the Web (2nd Edition), ISBN 0-201-59625-3.
- Cascading Style Sheets: Designing for the Web (3rd Edition), ISBN 0-321-19312-1.